# Kalmuckiska
Kalmuckiska är ett mongolspråk som talas framför allt i Kalmuckien i södra Ryssland. Det har lite över 323 000 talare. Det är det enda mongolspråk som talas i Europa.
Kalmuckiskan tillhör den östliga gruppen ("oirat-kalmuck") inom de mongoliska språken och har den karakteristiska mongoliska vokalharmonin och en skrift som grundar sig på det mongoliska alfabetet. (För mer om de mongoliska språkens struktur, se mongoliska.)
Språket har en litterär tradition sedan 1600-talet, då det skrevs med en variant det mongoliska alfabetet. Under 1924 ersattes denna skrift av en variant av det kyrilliska alfabetet, som sedan ersattes av en variant av det latinska alfabetet 1930, som i sin tur byttes ut mot en ny kyrillisk variant 1938. Dessa skriftreformer avbröt den litterära traditionen. 
Det kalmuckiska språket, liksom det kalmuckiska folket, utsattes för stora påfrestningar under Sovjetunionens tid. Hälften av alla talare dog under Josef Stalins deportationer av kalmuckerna. Ryska blev Kalmuckiens primära officiella språk. År 1963 avskaffades kalmuckiskan i skolundervisningen och ryska blev skolspråk. 
På grund av Sovjetunionens språkpolitik talar många kalmucker nuförtiden inte bara kalmuckiska. Sedan 1993 har skolundervisning på kalmuckiska dock återupptagits. 
| Wikipedia | Wikipedia har en upplaga på Kalmuckiska. |